# 카카오VX
카카오VX(영어: KAKAO VX Corp.)은 대한민국의 기업이었다. 예약을 비롯한 홈트레이닝 프로그램, 연습장, 용품, 골프장 위탁 운영 및 관련 솔루션 등 사업을 확장하여 골프 의류 사업을 진행하고 있다. 본사는 경기도 성남시 분당구 판교역로 231 (삼평동, H스퀘어 S동 5층)에 있으며 대표이사는 문태식이다. 회사전화번호는 1666-1538번이다.

## 역사
- 2012년 2월 - 스크린 골프 브랜드 '티업(T-up)' 론칭
- 2013년 5월 - 중국 법인 太植(上海)商貿有限公司 설립
- 2014년 5월 - 스크린 골프 브랜드 '티업비전' 출시
- 2015년 2월 - '티업비전 마이 T-캐디' 서비스 오픈
- 2015년 9월 - '티업비전 아이템전' 서비스 오픈
- 2016년 8월 - 사회적기업 베어베터 장애인 연계 고용 협약
- 2017년 1월 - 스크린 골프 기업 '지스윙'합병 발표
- 2017년 9월 - 업계 최초 음성인식 AI 적용한 티업비전2 출시
- 2017년 11월 - 사명 변경 '(주)카카오 VX'
- 2018년 8월 - 플래그십 스토어 '카카오 VX 판교' 오픈
- 2018년 12월 - 스카이뷰 골프클럽 운영 대행 계약 체결
- 2019년 4월 - 골프용품 브랜드 '카카오프렌즈 골프' 론칭
- 2019년 6월 - 골프예약 서비스 '카카오골프예약' 론칭
- 2019년 9월 - AI 홈트레이닝 서비스 '스마트홈트' 론칭
- 2019년 11월 - SKT와 'VR 서비스' 파트너십 체결칭
- 2020년 6월 - 스크린 골프 브랜드 '프렌즈 스크린'통합
- 2020년 8월 - 플래그십 스토어 '카카오 VX 한남' 오픈
- 2020년 9월 - 카카오프렌즈 골프 골프공 'R' 론칭
- 2021년 2월 - KLPGA '한진선프로' 메인 후원 계약 체결
- 2021년 5월 - 스크린 연습장 프렌차이즈 '프렌즈 아카데미' 론칭
- 2021년 8월 - 세라지오 골프클럽 운영 대행 계약 체결

## 같이 보기
- 카카오